# Cornelius Nestler
Cornelius Nestler (* vormals Nestler-Tremel; * 26. Oktober 1955 in Oberhausen) ist ein emeritierter deutscher Rechtswissenschaftler und Hochschullehrer.

## Leben
Nestler schloss seine Schulausbildung mit dem Abitur an der Ev. Landesschule zur Pforte ab und war von 1983 bis 1988 am Institut für Kriminalwissenschaften der Universität Frankfurt am Main tätig. Darauf folgte ein Referendariat am Landgericht Frankfurt am Main. Er praktizierte als Strafverteidiger und drogenpolitischer Berater. 1992 wurde er wissenschaftlicher Assistent am Institut für Kriminalwissenschaften der Universität Frankfurt und habilitierte 1996 in Frankfurt.
Seit 1997 hatte Nestler eine Professur für Strafrecht und Strafprozessrecht an der Universität zu Köln am Institut für Strafrecht und Strafprozessrecht, an der er Ende Juli 2021 emeritierte.
Nestler ist Mitglied im Schildower Kreis, einem Experten-Netzwerk, das gegen die Prohibition bestimmter, in Deutschland dem Betäubungsmittelgesetz unterliegender Drogen argumentiert.
Nestler ist verheiratet und Vater von drei Kindern.

## Nebenklägervertreter ehemaliger KZ-Häftlinge
Nestler war mehrfach Nebenklägervertreter in Strafprozessen gegen ehemalige SS-Leute und Wächter von Konzentrationslagern. So vertrat er die Interessen von NS-Opfern in den Gerichtsverfahren gegen John Demjanjuk (Landgericht München II; 2009 – 2011), Oskar Gröning (Landgericht Lüneburg; 2015), Reinhold Hanning (Landgericht Detmold; 2016), Johann Rehbogen (Landgericht Münster; 2018) und Bruno Dey (Landgericht Hamburg; 2019).
Ferner vertrat Nestler anwaltlich das NS-Opfer Walter Plywasky, der Nebenkläger im  Prozess gegen den ehemaligen SS-Sanitäter Hubert Z. war.

## Schriften (Auswahl)
- mit Ulrike Tremel: Im Schatten des Lebens. Südkoreaner im Steinkohlebergbau von Nordrhein-Westfalen; eine Untersuchung zur Rotationspolitik mit ausländischen Arbeitnehmern. Hrsg.: Wolfgang Lienemann. Forschungsstätte d. Evang. Studiengemeinschaft, Heidelberg 1985, ISBN 3-88257-018-0.
- AIDS und Strafzumessung. In: Frankfurter kriminalwissenschaftliche Studien. Band 38. Lang, Frankfurt am Main, Berlin 1992, ISBN 978-3-631-45337-7.
- mit Cornelius Prittwitz, Michael Baurmann, Klaus Günther, Matthias Jahn, Lothar Kuhlen, Reinhard Merkel und Lorenz Schulz (Hrsg.): Rationalität und Empathie. Kriminalwissenschaftliches Symposion für Klaus Lüderssen zum 80. Geburtstag. Nomos, Baden-Baden 2014, ISBN 3-8487-1252-0.
- Felix Herzog und Olaf Achtelik (Hrsg.): Geldwäschegesetz - Kommentar. 2. Auflage. Beck, München 2014, ISBN 3-406-65125-9.